# Comunità montana delle Alpi del Mare
La comunità montana delle Alpi del Mare, talvolta nota come comunità montana Valli Gesso, Vermenagna, Pesio e Bisalta era una delle sei comunità montane della provincia di Cuneo.

## Storia
Nata dall'accorpamento di due enti montani preesistenti, la comunità montana era formata dai comuni di Beinette, Boves, Chiusa di Pesio, Entracque, Limone Piemonte, Peveragno, Pianfei, Roaschia, Robilante, Roccavione, Valdieri e Vernante.
L'ente è stato soppresso, insieme alle altre comunità montane del Piemonte, con la Legge regionale 28 settembre 2012, n. 11.

## Le comunità accorpate

### Comunità montana Valli Gesso, Vermenagna e Pesio
Univa i paesi delle valli Gesso, Vermenagna e Pesio ed era formata da sette comuni: Entracque, Limone Piemonte, Roaschia, Robilante, Roccavione, Valdieri, Vernante. Aveva sede a Robilante.
Oltre ai tre corsi d'acqua e le rispettive valli che danno il nome alla comunità montana, essa comprendeva anche le valli dei torrenti Josina e Colla.

### Comunità montana della Bisalta
Istituita il 29 luglio 2004, aveva sede a Peveragno. Comprendeva i comuni di Beinette, Boves, Chiusa di Pesio, Peveragno e Pianfei.